# Víctor Julio Suárez Rojas

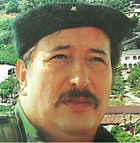
Víctor Julio Suárez Rojas

Víctor Julio Suárez Rojas alias Jorge Briceño Suárez alias Luis Suárez alias Mono Jojoy (* 5. Februar 1953 in Cabrera, Departamento Cundinamarca; † 22. September 2010 in Macarena, Departamento Meta) war ein kolumbianischer Anführer der FARC.

## Leben
Briceño war seit 1975 Mitglied der FARC. Eigenen Angaben zufolge wurde er schon im Kindesalter in der Organisation als Bote eingesetzt. Auf seinen Kopf waren Kopfgelder in Millionenhöhe ausgesetzt. Außerdem bestanden 62 kolumbianische Haftbefehle wegen Mord, Entführung und Terrorismus. Von den USA existierte ein Auslieferungsgesuch wegen Drogenhandels und der Entführung von drei US-Amerikanern. Bei seinem Tod war er in der Hierarchie der FARC die Nummer zwei hinter Alfonso Cano und galt als militärischer Anführer der Bewegung. Der „Bloque Oriental“ war ihm direkt unterstellt. Er gilt als der Planer vieler blutiger Aktionen der Organisation und hatte den Ruf eines rücksichtslosen Kommandanten. Die Ermordung des Viehzüchterpräsidenten Raimundo Sojo Zambrano 1995 und des liberalen Abgeordneten Diego Turbay Cote Ende 2000 sollen auf seinen Befehl durchgeführt worden sein. Außerdem soll er für die Ermordung zweier 1994 entführter US-Missionare verantwortlich gewesen sein.

## Tod
Briceño kam mit etwa 20 weiteren Rebellen im Zuge der am 21. und 22. September 2010 durchgeführten „Operation Sodom“ der kolumbianischen Streitkräfte ums Leben. An dem Angriff bei La Julia, im Departamento Meta, ca. 200 km südlich Bogotas, beteiligten sich 78 Luftfahrzeuge (Kampf- und Transportflugzeuge sowie Hubschrauber) und an die 800 Soldaten und Polizisten. Es wurden 20 Computer, 50 USB-Sticks und vier Tonnen Lebensmittel erbeutet. Der Erfolg des Angriffs wurde durch Verrat von Jojoys Sicherheitspersonal möglich. Dem kolumbianischen Geheimdienst gelang es, einen GPS-Sender in den Stiefeln des FARC-Kommandeurs zu platzieren.
Sein Nachfolger wurde Félix Muñoz.